# Бжешчколитевско войводство
Бжешчколитевското войводство (на полски: Województwo brzeskolitewskie, на латински: Palatinatus Brestensis) е административно-териториална единица в състава на Великото литовско княжество и Жечпосполита. Административен център е град Бжешч Литевски.
Войводството е организирано в средата на XVI век. Административно е разделено на два повята – Бжешчки и Пински. В Сейма на Жечпосполита е представено от двама сенатори (войводата и кастелана) и четирима депутати.
В резултат на втората подялба на Жечпосполита (1793) източната част на войводството с градовете Пинск и Туров е анексирана от Руската империя. При третата подялба на Жечпосполита (1795) останалата му територия е анексирана от Русия и Хабсбургската държава.